# 静岡赤十字病院
静岡赤十字病院（しずおかせきじゅうじびょういん）は、静岡県静岡市葵区にある医療機関である。日本赤十字社静岡県支部設置の病院である。

## 沿革
- 1933年（昭和8年）6月11日 - 日本赤十字社 静岡支部病院として開院。
- 1943年（昭和18年）1月10日 - 静岡赤十字病院と改称。
- 1960年（昭和35年）11月5日 - 癌治療センターを開設。
- 1969年（昭和43年）4月1日 - 救急センターを開設。
- 1992年（平成4年）5月11日 - 静岡赤十字病院救命救急センターを開設。
- 1994年（平成6年）4月1日 - 静岡赤十字病院病診連携システムを開始。
- 2000年（平成12年）12月16日 - 静岡市医師会病診連携システム協定書を締結。
- 2002年（平成14年）12月10日 - 清水市医師会病診連携システム協定書を締結。
- 2004年（平成16年）3月6日 - 臨床研修医宿舎「放生館」完成。
- 2005年（平成17年）3月31日- 静岡赤十字看護専門学校を閉校。
- 2010年（平成22年）9月16日 - 地域医療支援病院として承認される。
- 2014年（平成26年）10月 - 新病棟1号館完成。
- 2016年（平成28年）12月 - 新病棟3号館完成。

## 診療科
- 内科
- 血液内科
- 糖尿病・代謝内科
- 精神神経科
- 神経内科
- 呼吸器科
- 呼吸器外科
- 消化器科
- 循環器科
- 心臓血管外科
- 小児科
- 外科
- 整形外科
- 形成外科
- 皮膚科
- 脳神経外科
- 泌尿器科
- 産婦人科
- 眼科
- 耳鼻咽喉科
- 気管食道科
- 麻酔科
- 放射線科
- 救急科
- リハビリテーション科

各種センター
- 癌治療センター
- 経鼻内視鏡センター
- 脊椎センター

診療協働部門
- 看護部
- 薬剤部
- 治験管理室
- 検査部
- 病理部
- 放射線科部
- リハビリテーション科部
- 医療社会事業部
- 臨床工学課
- 栄養課
- 医療安全推進室

## 医療機関の指定等
- 救急告示病院
- 災害拠点病院（地域災害医療センター）
- 地域医療支援病院
- エイズ治療拠点病院
- DPC対象病院
- 地域肝疾患診療連携拠点病院
- 第三次救命救急センター
- 臨床研修指定病院
- 外国人医師臨床修練指定病院
- 地域がん診療連携推進病院
- 財団法人骨髄移植推進財団認定非血縁者間骨随採取認定施設
- 財団法人骨髄移植推進財団認定非血縁者間骨髄移植認定施設
- 日本さい帯血バンクネットワーク登録移植医療機関
- 静岡DMAT指定医療機関

## 交通アクセス
徒歩 JR静岡駅（北口）から 約15分。
タクシー JR静岡駅（北口）から 約3分。
バス
- JR静岡駅（北口）バス乗り場（しずてつジャストライン）
  - 10番乗り場　県立病院高松線、バス停・中町（日赤病院前）下車。
  - 16番乗り場　大浜麻機線・中原池ヶ谷線、バス停・中町（日赤病院前）下車。
  - 18番乗り場　安東循環（中町回り）、バス停・中町（日赤病院前）下車。